# アレクサンドル・シェーヌベルク
アレクサンドル・シェーヌベルク（Pierre Alexandre Schoenewerk、1820年2月18日 - 1885年7月22日）はフランスの彫刻家である。

## 略歴
パリの仕立て屋の息子に生まれた。画家のピエール＝ジュール・ジョリヴェや彫刻家のアンリ・ド・トリケティに学んだ後、有名な彫刻家ダヴィッド・ダンジェの弟子になった。外国人の息子であったため、ローマ賞に参加することはできなかったが、1841年からパリのサロンに出展し、1845年に3等のメダル、1861年に1等のメダルを受賞した。公共施設から注文を受けてモニュメントも制作した。ロマン主義のスタイルの彫刻家で、美術の分野でも自然主義のスタイルの擁護者であったエミール・ゾラからは1872年の作品に否定的な批評を受けた。
1873年にレジオンドヌール勲章（シュヴァリエ）を受勲した。
1878年のパリ万国博覧会では、会場のトロカデロ宮殿に当時の6人の有力な彫刻家が選ばれて、それぞれ六大陸を象徴する像を制作した。シェーヌヴェルクはヨーロッパを象徴する像を制作した。後に六大陸の像はオルセー美術館に移された。
1869年に友人の版画家の未亡人と結婚したが10年後に妻は精神的異常を発症し、1885年の作品の評価が低かったことなどもあり、自宅で投身自殺した。65歳だった。

## 作品

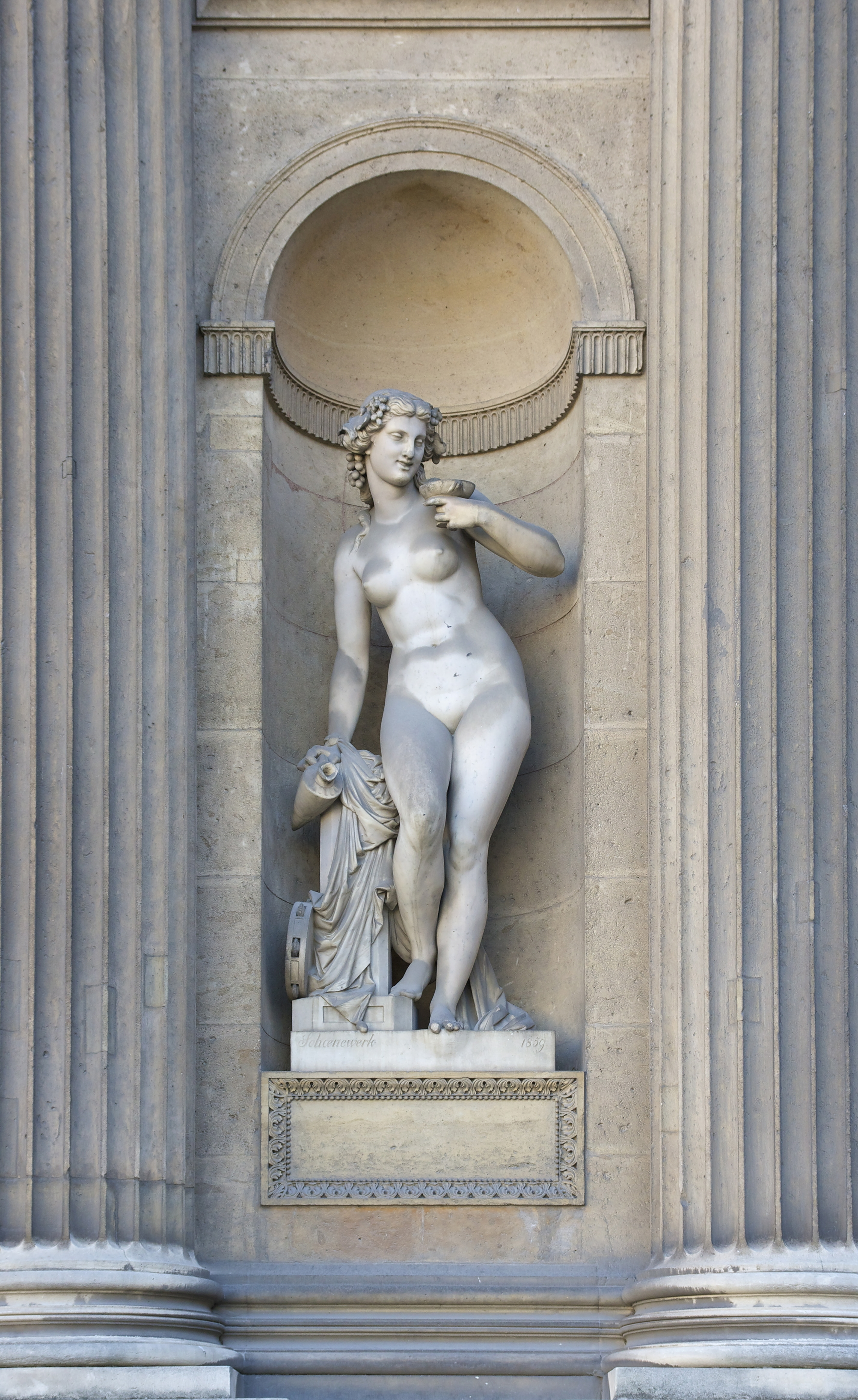
ルーブル美術館、クール・カレにある彫刻「Bacchante」(1858)
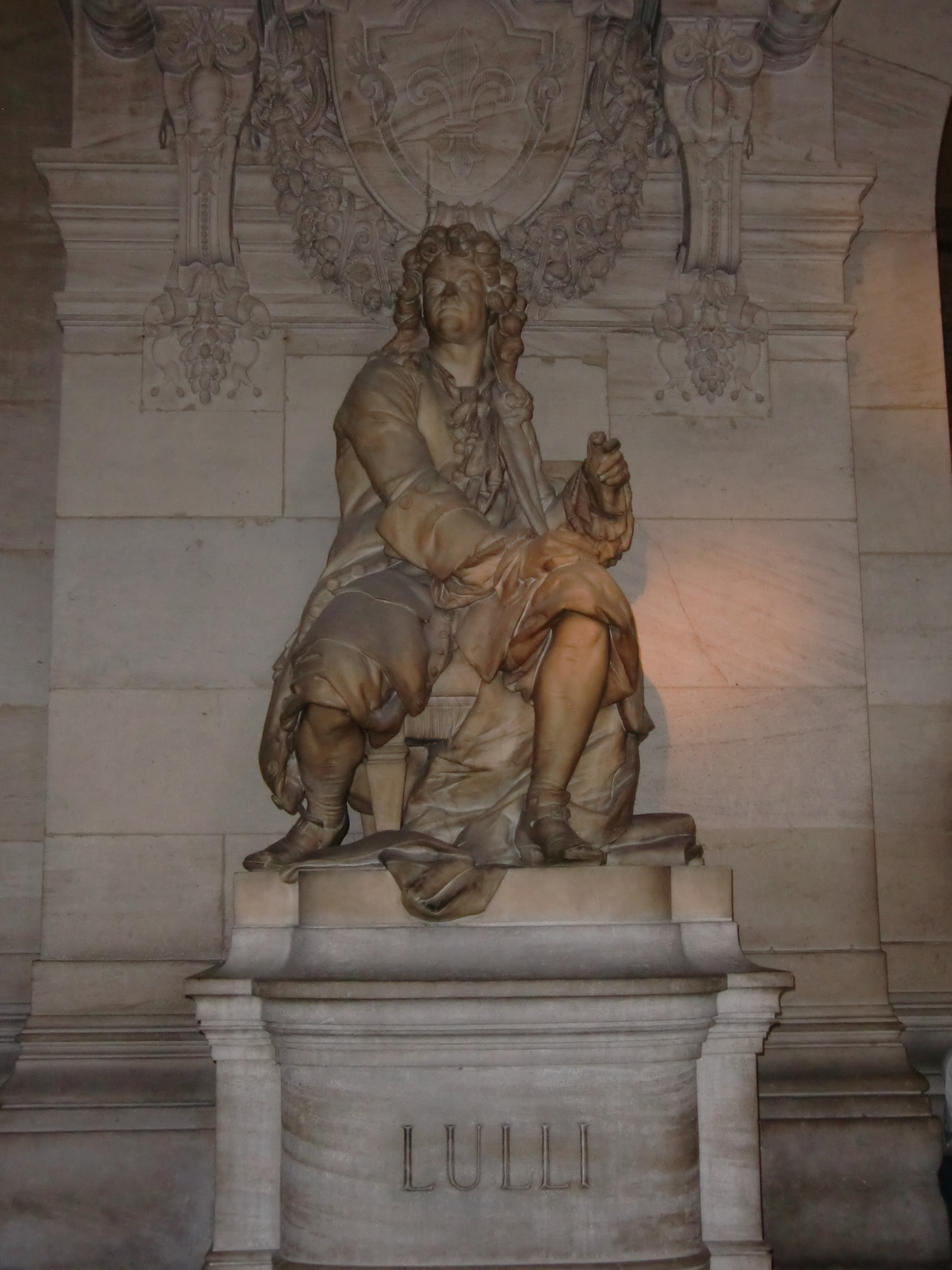
ジャン＝バティスト・リュリの像、パリ・オペラ座
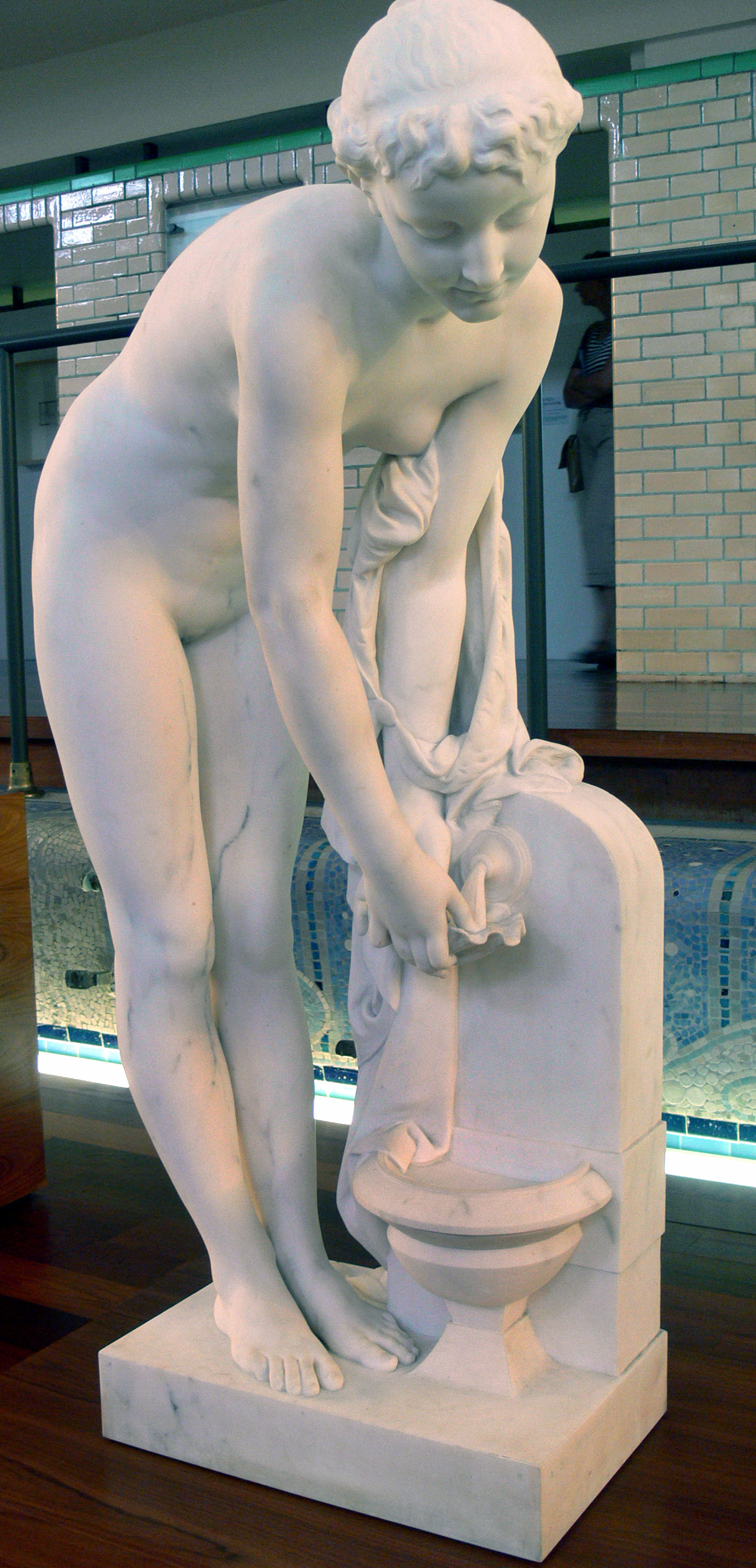
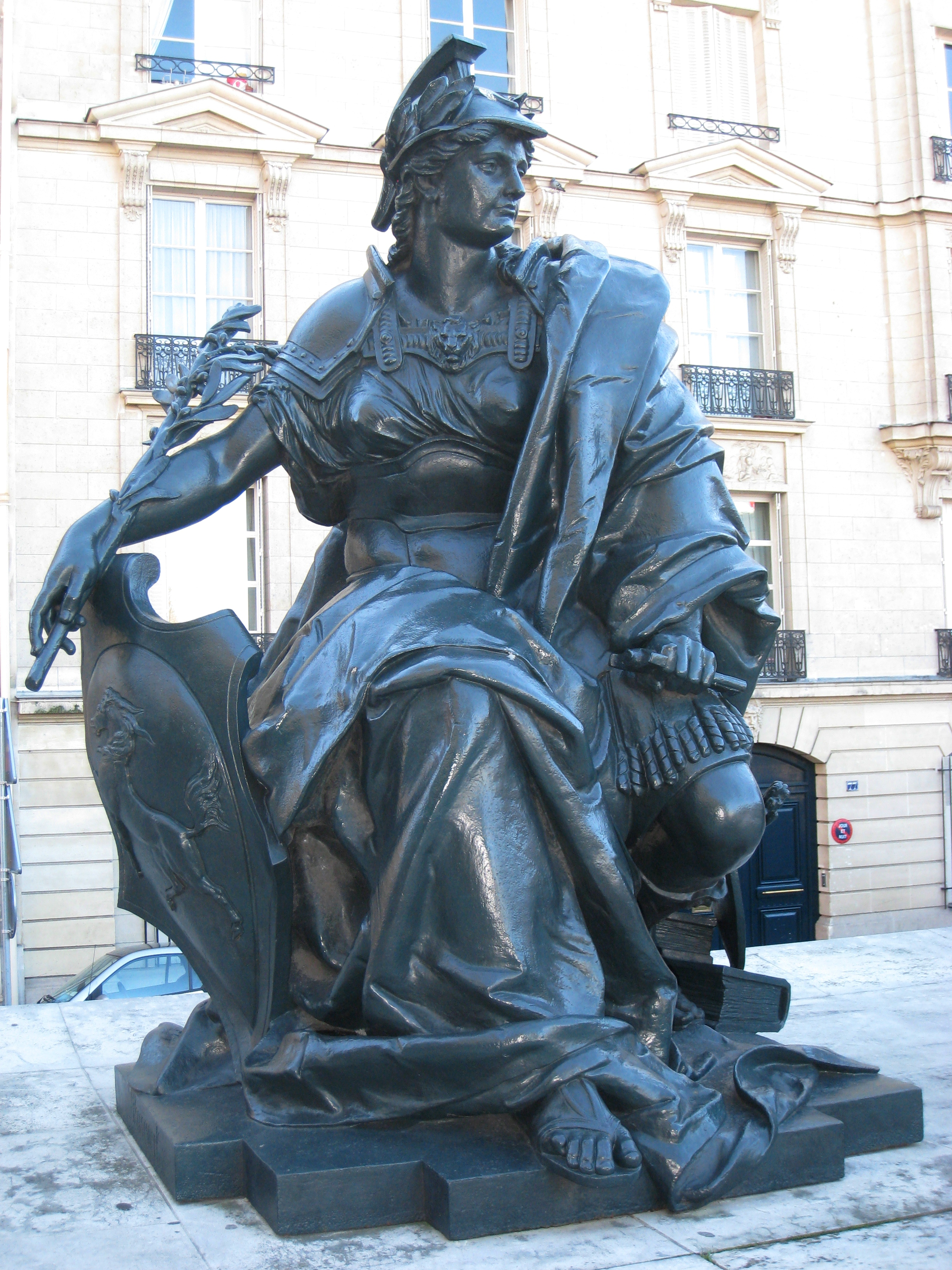
1878年のパリ万博で展示された各大陸の像「ヨーロッパ」(1878)